# Seidou Njimoluh Njoya
Pour les articles homonymes, voir Njoya.
Seidou Njimoluh Njoya (1902-1992) est sultan des Bamouns.